# Figline 1965
L'A.S.D. Figline 1965, meglio nota come Figline, è una società calcistica italiana della città di Figline e Incisa Valdarno. Milita in Serie D, la quarta divisione del campionato italiano.
Fondato nel 1965, il club ha trascorso gran parte della propria storia nei campionati regionali, raggiungendo la massima divisione dilettantistica in più occasioni e, vincendola nel 2008, ottenne l'accesso ai campionati professionistici, arrivando a esordire nella terza serie nazionale nel 2009. Dopo aver militato con buoni risultati nel professionismo, nel 2010 la società fu esclusa dai campionati, ripartendo con una nuova squadra.

## Storia
Il Figline nacque come Associazione Sportiva Calcio Figline nel giugno del 1965 per volere del sindaco di allora, che volle portare nel paese toscano un'unica società calcistica: infatti nei primi anni '60 a Figline Valdarno esistettero ben due squadre distinte: la Polisportiva Figlinese, fondata nel 1937, e l'Unione Sportiva Aurora. La nuova squadra venne iscritta in seconda categoria toscana, disputando le proprie gare interne allo stadio dell'oratorio salesiano Don Bosco di Figline e la scelta cromatica per le nuove divise furono il giallo e il blu. Per diversi anni militò in campionati inferiori, fino a quando nel 1971-1972 raggiunse la Serie D, in cui rimarrà fino al 1976.
Dopo la retrocessione dalla Serie D avvenuta nel 1976, il Figline giocò per diversi anni nel girone B della Promozione, raggiungendo anche in un'occasione il secondo posto (nell'anno 1981-1982), tuttavia non sufficiente per la promozione nel massimo campionato dilettantistico avente carattere nazionale. Nell'anno 1986-1987 però la squadra arrivò sedicesima in campionato, retrocedendo così in Prima Categoria. Nonostante ciò, con due promozioni in tre anni (nel 1994 la Prima Categoria e nel 1996 la Promozione) raggiunse il campionato di Eccellenza, nel quale rimase fino al 2000.
Negli anni successivi il Figline, guidato da Brunero Poggesi, vinse il campionato nel 2001, contribuendo alla promozione della squadra in Eccellenza. Dopo alcuni anni, nel 2006 vinse il campionato dopo una sfida a tre con lo Scandicci e la Castelnuovese, ottenendo così, sotto la guida del tecnico Leonardo Semplici, la promozione in Serie D.
Proprio l'anno seguente il Figline raggiunse, dopo una partenza negativa, il secondo posto dietro al Viareggio, ma venne sconfitto nella finale dei play-off dal Forcoli. Nella stagione 2007-2008 la squadra riuscì a ottenere la promozione in Lega Pro Seconda Divisione con tre giornate di anticipo.
Nella stagione 2008-2009 il Figline, nel rinnovato campionato di Lega Pro Seconda Divisione, la vecchia Serie C2, schierò tra le sue file giocatori ex-Serie A come Anselmo Robbiati ed Enrico Chiesa.
Il 10 maggio 2009 conquistò con una giornata d'anticipo la promozione in Lega Pro Prima Divisione nonostante la sconfitta per 1-0 con la Colligiana grazie alla contemporanea vittoria per 3-0 del Viareggio con il Giulianuova. Il 4 giugno conquistò la Supercoppa di Lega di Seconda Divisione superando per 3-0 in casa il Cosenza. Il risultato permise ai gialloblù di partecipare all'edizione 2009-2010 di Coppa Italia dove, dopo aver passato il primo turno contro il Pergocrema, vennero eliminati dal Torino, arrendendosi solo nel finale a Rolando Bianchi.
In Prima Divisione, sotto la guida di Moreno Torricelli la squadra riuscì a ottenere la salvezza con discreto anticipo, chiudendo il campionato al settimo posto, che avrebbe valso nuovamente l'accesso alla Coppa Italia. L'11 luglio 2010 Chiesa annunciò il suo ritiro dal calcio giocato e intraprese la carriera da allenatore con il Figline. 
Tuttavia, il 16 luglio 2010, venne respinta la richiesta di iscrizione della società toscana in Lega Pro, confermata dai seguenti verdetti e dal TAR del Lazio il 3 agosto 2010. La società venne così radiata.
La storia anche legale della vecchia società ebbe fine tre anni, dopo l'11 settembre 2013, con la radiazione dalla FIGC per fallimento.
Il 5 agosto 2010 ritornò il calcio a Figline con la nuova società creata grazie all'attività del sindaco Riccardo Nocentini e dell'assessore allo sport Caterina Cardi. Il nuovo sodalizio venne inserito per la stagione 2010-2011 in Eccellenza Toscana girone B: la società si salvò ai play-out. Per i successivi cinque anni i gialloblù parteciperanno al campionato di Eccellenza Toscana senza retrocedere. Il 19 luglio 2012 il Giallo-Blu Figline e l'Ideal Club Incisa presentarono ufficialmente la nascita della Valdarno FC, la fusione dei settori giovanili delle società toscane. Un evento fortemente voluto da Nocentini e Giovannoni, rispettivamente sindaci di Figline e Incisa, e dai presidenti delle due squadre valdarnesi, Gagliardi e Biondi. Quattro anni più tardi, nel 2016, si fonderanno anche le prime squadre.
Il 31 luglio 2021 la società toscana cambiò denominazione in ASD Figline 1965. Venne anche presentato un nuovo logo e i colori ritornarono a essere il giallo e il blu.
Nel campionato di Eccellenza Toscana 2021-2022 la squadra, dopo aver vinto il suo girone, ottiene suo malgrado una notevole attenzione mediatica a causa della partita della poule promozione persa per 5-1 contro il Tau Altopascio. I comportamenti sospetti dell'allenatore e dei giocatori portano ad un esposto da parte della squadra avversaria e del Livorno (terza squadra coinvolta nel torneo triangolare) e di conseguenza a un'indagine della procura federale.
Il 10 agosto 2022, il Tribunale Federale Territoriale Toscana condanna il presidente Simone Simoni a 3 anni di inibizione per omessa denuncia, il DS Emiliano Frediani 5 anni di inibizione, l'allenatore Marco Becattini a 3 anni di squalifica e tre giocatori a 2 anni di squalifica. Il Figline, per cui inizialmente era stata chiesta la retrocessione in Promozione, viene retrocesso all'ultimo posto nel poule promozione, con revoca della promozione in Serie D.
L'anno successivo, nella stagione 2022-2023, il Figline si riconferma, vincendo il campionato di Eccellenza Toscana con una giornata di anticipo grazie alla sconfitta della Castiglionese contro il Porta Romana alla penultima giornata, tornando in Serie D dopo 15 anni dall'ultima volta.
Il 1º febbraio 2024 Nicolè Sarri, figlio di Maurizio Sarri, viene nominato presidente della società figlinese.

## Colori e simboli

### Colori
I colori sociali sono il giallo-blu, utilizzati fin dalla fondazione della società, ovvero dal 1965, tranne dal 2016 al 2021 dove la società ha utilizzato il giallo-celeste.

### Simboli ufficiali

#### Stemma
Da sempre, il simbolo della squadra figlinese è il Leone d'oro con la bandiera, stemma cittadino di Figline Valdarno, su campo giallo-blu. Unica eccezione è il logo usato dal 2016 al 2021, caratterizzato dalla scelta cromatica del giallo-celeste.

## Strutture

### Stadio
Il Figline disputa i propri incontri casalinghi nello stadio comunale Goffredo del Buffa, intitolato al primo presidente dell'allora A.S.C. Figline.
L'impianto è da 1.872 posti, diviso in due tribune, una coperta e una di dimensioni ridotte sul lato opposto. Non sono presenti curve.
Nel 2009 subì un importante intervento di riqualifica in vista della stagione di Lega Pro Prima Divisione 2009-2010 alla quale avrebbe partecipato la squadra figlinese. I lavori prevedevano l'aumento della capienza da 1500 a 2500 posti per rientrate nei parametri previsti dalla FIGC e un nuovo impianto di illuminazione.
Il 17 novembre 2010 lo stadio ospitò la Nazionale italiana under 20 per una partita del torneo Quattro Nazioni contro la Germania Under-20, vinta poi 2-1 dai tedeschi.
Il 25 settembre 2018 venne stipulato un accordo fra l'allora Valdarno FC e la CF Florentia, squadra militante nella Serie A femminile, che permise alle calciatrici della società fiorentina di giocare le proprie gare interne nello stadio figlinese per la stagione 2018-2019.

#### Eventi Sportivi
Calcio
Incontri della nazionale under-20 italiana
 Italia -  Germania 1-2 (Torneo Quattro Nazioni Under-20, 17 novembre 2010)

## Società

### Organigramma societario[25]
- Nicolè Sarri - Presidente
- Maurizio Larotonda - Vicepresidente
- Vittorio Casucci - Presidente onorario
- Manuele Dei - Segretario
- Stefano Bianchi - Direttore generale
- Carmine Iaiunese - Team manager
- Lorenzo Bernacchioni - Responsabile comunicazione

### Sponsor[26]
| Cronologia degli sponsor tecnici - ?-2008 Sportika - 2008-2016 Macron - 2016-2020 Sportika - 2020-2021 Macron - 2021-2024 Erreà - 2024- Macron |

## Allenatori e presidenti
| Allenatori - 1965-1966 Luigi Parentini - 1966-1967 Guiuseppe Galli - 1967-1971 Luigi Parentini - 1971-1972 Fabrizio Mazzocchi - 1972-1974 Luigi Parentini - 1974-1975 Gilberto Alvoni - 1975-1976 Gilberto Alvoni Mauro Lessi Mauro Lapi - 1976-1977 Kurt Hamrin - 1977-1978 Luigi Parentini Claudio Rimbaldo - 1978-1980 Massimo Lucchesi - 1980-1981 Mario Dal Monte - 1981-1983 Armando Reggianini - 1983-1984 Cesare Pacini - 1984-1985 Silvestro Celestini Fausto Landini - 1985-1986 Franco Pagliucoli Mario Dal Monte - 1986-1987 Giovanni Kostner - 1987-1988 Giovanni Kostner Roberto Mangani - 1988-1989 Furio Cenni - 1989-1990 Furio Cenni Brunero Poggesi - 1990-1991 Carlo Nesi - 1991-1992 Franco Pagliucoli - 1992-1993 Cesare Pancini - 1993-1994 Alberto Cappellini - 1994-1995 Alberto Cappellini Stefano Mascagni - 1995-1996 Luciano Ravenni - 1996-1998 Piero Donatini - 1998-1999 Loris Beoni Pieraldo Ermini Gianfranco Nocentini Gianfranco Casarsa - 1999-2000 Gianfranco Nocentini Giampietro Colcelli - 2000-2001 Massimo Innocentini - 2001-2003 Brunero Poggesi - 2003-2005 Fabrizio Tatini - 2005-2009 Leonardo Semplici - 2009-2010 Moreno Torricelli - 2010-2011 Manolo Ermini Giuseppe Forasassi - 2011-2013 Giuseppe Forasassi - 2013-2014 Andrea Bernini - 2014-2015 Andrea Bernini Stefano Calderini - 2015-2016 Alessio Cocollini - 2016-2017 Alessio Cocollini Giuseppe Forasassi - 2017-2018 Flavio Nardi Anselmo Robbiati - 2018-2019 Massimo Zavaglia - 2019-2020 Roberto Benesperi - 2020-2021 Marco Brachi - 2021-2022 Marco Becattini - 2022-2024 Stefano Tronconi - 2024-2025 Stefano Tronconi Marco Brachi Loris Beoni | Presidenti - 1965-1973 Goffredo Del Buffa - 1973-1975 Italo Catalani - 1975-1976 Gino Pieralli - 1976-1978 Italo Catalani - 1978-1979 Gino Pieralli - 1979-1980 Italo Catalani - 1980-1981 Giorgio Cognani, Sergio Mammuccini e Luciano Ermini - 1981-1982 Giorgio Cognani - 1982-1983 Sandro Bernoni - 1983-1985 Antonio Tani - 1985-1986 Giorgio Cognani - 1986-1991 Giovanni Vasta - 1991-1995 Gagliardo Gagliardi - 1995-1996 Alfonso Guerriero - 1996-1999 Paolo Del Buffa - 1999-2003 Gagliardo Gagliardi - 2003-2010 Bernardo Farruggio - 2010-2011 Federico Nocentini Federico Bagattini - 2011-2018 Gagliardo Gagliardi - 2018-2022 Simone Simoni - 2022-2024 Lorenzo Pampaloni - 2024- Nicolè Sarri |

## Palmarès

### Competizioni nazionali
- Supercoppa di Lega di Seconda Divisione: 1

2009

### Competizioni interregionali
- Lega Pro Seconda Divisione: 1

2008-2009 (girone B)
- Serie D: 1

2007-2008 (girone E)

### Competizioni regionali
- Eccellenza: 3

2005-2006 (girone B), 2021-2022 (girone C), 2022-2023 (girone B)
- Promozione: 2

1970-1971; 2001-2002 (girone B)
- Prima Categoria: 2

1968-1969 (girone B), 1993-1994 (girone F)

## Statistiche e record

### Partecipazione ai campionati
Campionati nazionali
| Livello | Categoria                  | Partecipazioni | Debutto   | Ultima stagione | Totale |
| ------- | -------------------------- | -------------- | --------- | --------------- | ------ |
| 3º      | Lega Pro Prima Divisione   | 1              | 2009-2010 | 2009-2010       | 1      |
| 4º      | Serie D                    | 7              | 1971-1972 | 2024-2025       | 8      |
| 4º      | Lega Pro Seconda Divisione | 1              | 2008-2009 | 2008-2009       | 8      |
| 5º      | Serie D                    | 2              | 2006-2007 | 2007-2008       | 2      |

Campionati regionali
| Livello | Categoria         | Partecipazioni | Debutto   | Ultima stagione | Totale |
| ------- | ----------------- | -------------- | --------- | --------------- | ------ |
| 1º      | Promozione        | 12             | 1969-1970 | 1985-1986       | 33     |
| 1º      | Eccellenza        | 21             | 1996-1997 | 2022-2023       | 33     |
| 2º      | Promozione        | 4              | 1994-1995 | 2001-2002       | 4      |
| 3º      | Prima Categoria   | 9              | 1968-1969 | 1993-1994       | 9      |
| 4º      | Seconda Categoria | 3              | 1965-1966 | 1967-1968       | 3      |

### Partecipazione alle coppe
| Competizione                            | Partecipazioni | Debutto   | Ultima stagione | Totale |
| --------------------------------------- | -------------- | --------- | --------------- | ------ |
| Coppa Italia                            | 1              | 2009-2010 | 2009-2010       | 1      |
| Coppa Italia Serie C                    | 1              | 2007-2008 | 2007-2008       | 3      |
| Coppa Italia Lega Pro                   | 2              | 2008-2009 | 2009-2010       | 3      |
| Supercoppa di Lega di Seconda Divisione | 1              | 2009      | 2009            | 1      |
| Coppa Italia Serie D                    | 4              | 2006-2007 | 2024-2025       | 4      |
| Poule Scudetto                          | 1              | 2007-2008 | 2007-2008       | 1      |
| Coppa Italia Dilettanti                 | 7              | 1977-1978 | 1985-1986       | 7      |